# Dzingchi-Kloster
| Tibetische Bezeichnung                     |
| ------------------------------------------ |
| Wylie-Transliteration: rdzing phyi dgon pa |

Das Kloster Dzingchi (tib. rDzing phyi) ist ein Kloster der Kadam-Schule, der ersten Sarma-Tradition des tibetischen Buddhismus. Es wurde im 10. Jahrhundert von Garmi Yönten Yungdrung, einem Schüler von Lachen Gongpa Rabsel (892–975 oder 952–1035), gegründet. Es liegt in der gleichnamigen Gemeinde des Kreises Sangri des Regierungsbezirks Shannan (Lhokha) im Süden des Autonomen Gebiets Tibet in der Volksrepublik China. Das Kloster steht seit 2009 auf der Liste der Denkmäler des Autonomen Gebiets Tibet.